# Etnografisch Museum (Antwerpen)
Het Etnografisch museum in Antwerpen was een etnografisch museum waarbij de nadruk lag op niet-Europese volken.
De collectie van het museum omvatte ruim 30.000 voorwerpen, waarvan er circa 2500 in de tentoonstelling stonden opgesteld. Hiertoe behoorden kunst- en gebruiksvoorwerpen van uiteenlopende culturen in Afrika, Amerika, Azië en Oceanië. Naast beelden uit de Stille Zuidzee, Afrikaanse maskers, verentooien uit het Braziliaanse regenwoud en textiel van precolumbiaanse culturen, waren er onder meer Aziatische sculpturen en schilderingen, keramiek en wapens in het museum te bezichtigen.
Het museumgebouw aan de Suikerrui 19 werd op 28 juni 2009 gesloten en de collectie werd verhuisd naar het nieuwe stedelijke museum van Antwerpen, het MAS (Museum aan de Stroom). Dit werd op 17 mei 2011 geopend voor het publiek.